# Aoplus permutabilis
Aoplus permutabilis là một loài tò vò trong họ Ichneumonidae.